# Бойл, Уиллард
Уи́ллард Бойл (англ. Willard Boyle; 19 августа 1924, Амхерст — 7 мая 2011, Галифакс) — американский физик канадского происхождения, лауреат Нобелевской премии по физике за 2009 год. Разделил премию с Джорджем Смитом и Чарльзом Као «за разработку оптических полупроводниковых сенсоров — ПЗС-матриц».

## Награды
- Медаль Стюарта Баллантайна (1973)
- Премия Морриса Либманна (1974)
- Медаль прогресса (Фотографическое общество Америки) (1986)
- C&C Prize (1999)
- Премия Чарльза Старка Дрейпера (2006)
- Нобелевская премия по физике (2009)